# Place Káningos
 (signalé en mai 2025).
Si vous disposez d'ouvrages ou d'articles de référence ou si vous connaissez des sites web de qualité traitant du thème abordé ici, merci de compléter l'article en donnant les références utiles à sa vérifiabilité et en les liant à la section « Notes et références ».
- Archive Wikiwix
- Bing
- Cairn
- DuckDuckGo
- E. Universalis
- Gallica
- Google
- G. Books
- G. News
- G. Scholar
- Persée
- Qwant
- (zh) Baidu
- (ru) Yandex
- (wd) trouver des œuvres sur Wikidata

La place Káningos (en grec moderne : Πλατεία Κάνιγγος), est une place et un quartier d'Athènes en Grèce.
Son nom provient du nom hellénisé de l'homme politique et Premier ministre britannique George Canning, dont la statue s'y trouve encore aujourd'hui. L'accès à la place s'effectue par la rue Chalcondyle depuis celle de Patissíon et par la rue Káningos depuis la rue Stournára. 
À l'origine, elle a une forme circulaire et est considérée comme comparable à la place Omónia. Le quartier qui borde la place porte le nom de place Káningos. 
Au fil du temps, des établissements d'enseignement, des instituts d'éducation et des magasins se sont installés dans la zone allant de la rue Omónia à la rue Patissíon, comme l'Université technique nationale d'Athènes, l'université d'économie d'Athènes, l'institut italien, des collèges privés, l'IEK (en) et d'autres. 